# تراموا گرونوبل
تراموا گرونوبل (فرانسوی: Tramway de Grenoble‎) سیستم تراموا در شهر گرونوبل، فرانسه است. این تراموا که در سال ۱۹۸۷ تأسیس شده دارای ۵ خط، ۸۱ ایستگاه و ۳۵ کیلومتر طول می‌باشد.

## نگارخانه

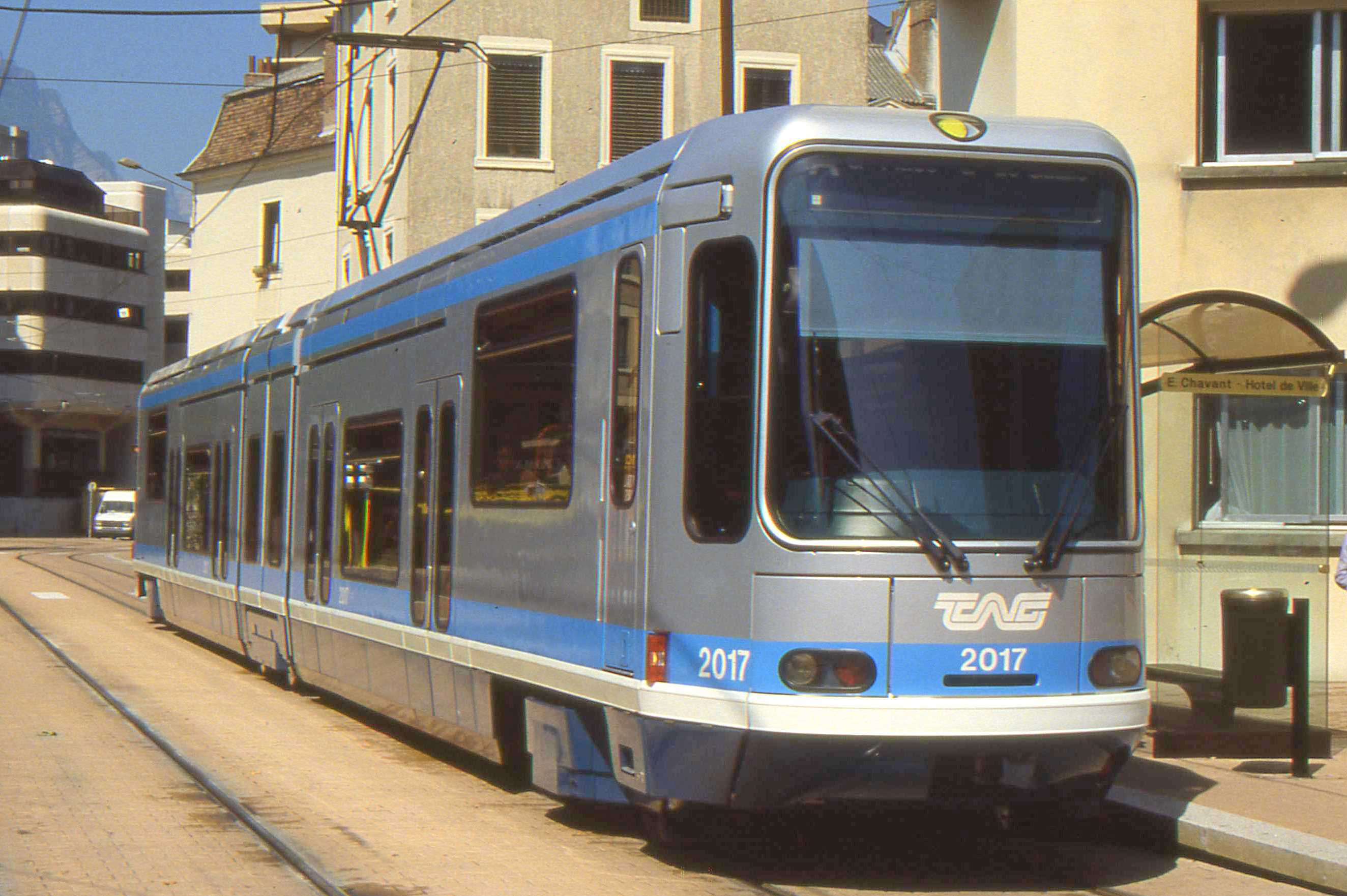
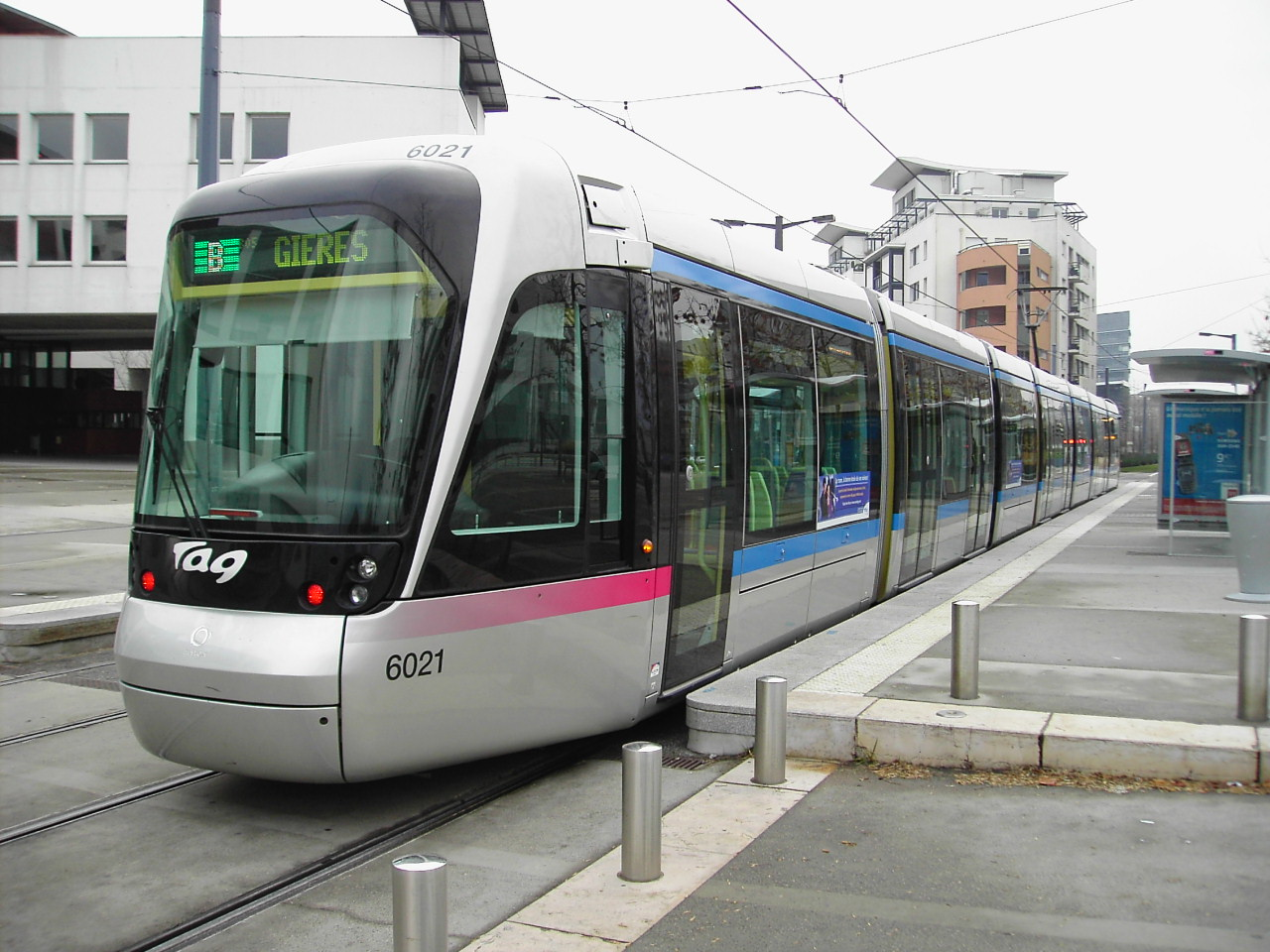